# We Are the Champions
〈We Are the Champions〉는 영국의 록 밴드 퀸의 노래로, 밴드의 여섯 번째 음반 《News of the World》 (1977년)에서 발매되었다. 리드 싱어인 프레디 머큐리가 작곡한 이 곡은 록의 가장 유명한 국가 중 하나로 남아 있다. 이 노래는 영국 싱글 차트에서 2위, 미국 빌보드 핫 100에서 4위, 캐나다에서 3위, 그리고 다른 많은 나라에서 10위 안에 드는 등 전 세계적으로 성공을 거두었다. 2009년 그래미 명예의 전당에 헌액되었으며, 2005년 소니 에릭슨의 세계 음악 여론 조사에서 세계에서 가장 좋아하는 노래로 선정되었다. 2011년, 과학 연구팀은 이 노래가 대중 음악 역사상 가장 매력적인 노래라고 결론지었다.
관객들의 참여를 염두에 두고 쓰여진 머큐리는 이 곡의 제목에 있는 "We"는 이 곡을 부르는 모든 사람들을 지칭한다고 말했다. 브라이언 메이는 이 노래를 "통합적이고 긍정적"이라고 불렀다. 〈We Are the Champions〉는 1994년 FIFA 월드컵의 공식 주제가를 포함하여 스포츠 경기에서의 승리를 위한 노래가 되었고, 대중 문화에서 자주 사용되거나 언급되었다. 이 노래는 또한 많은 아티스트들에 의해 커버되었다.
2017년 10월 7일 퀸은 《News of the World》 발매 40주년을 기념하여 《Raw Sessions》 버전의 트랙을 발매했다. 이 곡은 원래 멀티 트랙 테이프에서 이전에 들어본 적이 없는 보컬과 기악 테이크로 만들어졌다. 또한 1977년 편집된 싱글보다 두 개의 합창곡이 더 많은 원래 녹음된 트랙 길이를 처음으로 제시한다.

## 음악
프레디 머큐리가 쓴 〈We Are the Champions〉는 관객들이 밴드에 〈You'll Never Walk Alone〉을 노래한 스태포드 빙리 홀에서의 콘서트 이후 관객들의 반응을 바탕으로 만들어졌다. 브라이언 메이가 "우리는 관중들이 손을 흔들고 노래하기를 원했고, 매우 통일적이고 긍정적이다"라고 말한 것과 같이, 이 곡은 아레나 록의 수많은 요소들을 구현한다.
음악적으로는 머큐리의 피아노 파트를 기반으로 하며, 로저 테일러와 존 디콘이 드럼과 베이스 기타를 지원한다. 메이는 일부 기타 섹션을 오버더빙했는데, 처음에는 미묘했지만, 마지막 후렴구와 동시에 "솔로"로 이용했다. 머큐리는 많은 재즈 코드(장조와 단조의 6번째, 7번째, 9번째, 11번째, 13번째 하모니)를 사용했고, 합창단은 이러한 목소리를 4부와 5부로 구성된 보컬 하모니로 특징지었다. 1985년 런던 웸블리 스타디움에서 열린 라이브 에이드 콘서트에서 머큐리의 가장 주목할 만한 공연 중 하나가 열리는 등 리드 보컬은 매우 까다롭고 강렬하다.
이 싱글은 음반에 수록된 곡에 앞서 수록된 〈We Will Rock You〉를 B-사이드로 수록했다. 이 두 곡은 퀸 콘서트가 끝날 때 종종 연속적으로 연주되었고, 라디오 방송에서 (음반 순서대로) 함께 연주되는 것이 관례이다. 이 두 곡은 1992년 프레디 머큐리 추모 콘서트를 마무리하는 데에도 사용되었으며, 모든 공연 배우들이 라이자 미넬리의 리드 보컬 뒤에서 합류했다.

## 반응
《캐시박스》는 "영웅적인 가사와 역동성과 감정적인 강렬함의 급격한 변화"를 담고 있으며 기타리스트 브라이언 메이의 "어두운 백라인과 잔물결"을 칭찬했다. 《레코드 월드》는 이 곡을 "타이틀에 잘 어울리는 위풍당당한 로커"라고 불렀고, "이 곡이 일종의 뉴 웨이브 애국가 역할을 할 수 있을 것"이라고 제안했다.

## 차트 성과
1977년부터 1978년까지 〈We Are the Champions〉는 많은 나라에서 싱글로 발매되었고, 영국 싱글 차트 2위, 미국 빌보드 핫 100 4위, 캐나다 3위, 아일랜드, 네덜란드, 노르웨이 10위, 독일, 오스트리아, 스웨덴 15위에 올랐다.
1992년, 1993년, 1998년 프랑스에서 재발매되었으며, 총 45주 동안 차트에 올랐으며, 1998년 FIFA 월드컵에서 각각 19위, 14위, 10위를 기록했다.

## 참여 인원
이 정보는 음반의 라이너 노트를 기반으로 한다.
- 프레디 머큐리 – 리드 및 백 보컬, 피아노
- 브라이언 메이 – 일렉트릭 기타, 백 보컬
- 로저 테일러 – 드럼, 백 보컬
- 존 디콘 – 베이스 기타

## 곡 목록
| 7인치 싱글 (1977년 발매) 1. "We Are the Champions" – 3:00 2. "We Will Rock You" – 2:00 3인치 CD 싱글 (1988년 발매) 1. "We Are the Champions" – 3:02 2. "We Will Rock You" – 2:02 3. "Fat Bottomed Girls" – 3:23 | CD 싱글 (1992년 발매) 1. "We Are the Champions" – 2:59 2. "We Will Rock You / We Are the Champions" – 5:00 |

## 인증
| 국가                                                                                         | 인증        | 판매량/출하량 |
| -------------------------------------------------------------------------------------------- | ----------- | ------------- |
| 덴마크 (IFPI Danmark)                                                                        | 플래티넘    | 90,000        |
| 프랑스 (SNEP) Original release                                                               | 골드        | 500,000*      |
| 프랑스 (SNEP) 1998 re-release                                                                | 골드        | 250,000*      |
| 독일 (BVMI)                                                                                  | 플래티넘    | 500,000       |
| 이탈리아 (FIMI)                                                                              | 플래티넘    | 50,000        |
| 영국 (BPI)                                                                                   | 플래티넘    | 962,000       |
| 미국 (RIAA) 1977 vinyl release                                                               | 플래티넘    | 2,000,000^    |
| 미국 (RIAA) 2003 digital release                                                             | 4× 플래티넘 | 4,000,000     |
| *판매량을 기반으로 한 인증 · ^출하량을 기반으로 한 인증 · 판매량+스트리밍을 기반으로 한 인증 |             |               |